# Krosolus
Krosolus  (лат.) — род прыгающих насекомых из семейства цикадок (Cicadellidae). Афротропика. Длина 6-8 мм (самки крупнее). Скутеллюм крупный, его длина равна или больше длины пронотума. Голова коническая, отчётливо уже пронотума; лоб узкий. Глаза относительно крупные. Клипеус длинный. Эдеагус с 2 группами шипиков. Сходны по габитусу с Africoelidia, отличаясь деталями строения гениталий. Ранее включали в состав подсемейства Coelidiinae.
- Krosolus centroafricana Jacobi, 1912
  - =Jassus centroafricanus
- Krosolus medius Nielson, 1992[2]